# Hrazdan (rijeka)
Hrazdan  (arm. Հրազդան գետ, azer. Zəngi Çayı) je jedna od glavnih i druga po veličini rijeka u Armeniji. Izvire na sjeverozapadnom dijelu jezera Sevan i teče južno kroz pokrajinu Kotajk i glavni grad Erevan. U araratskoj ravnici ulijeva se u rijeku Aras uz granicu s Turskom. Na Rijeci Hrazdan je izgrađeno niz hidroelektrana, što je dovelo do pada nivoa voda jezera. Rijeka je značajna za navodnjavanje usjeva, izvor je pitke vode te služi i za rekreaciju. Dužina od izvora do ušće iznosi 141 km, a ukupna površina sliva iznosi 2.560 km². Prosječan pad iznosi 1,8 m/km, dok je prosječan protok na izlasku iz jezera 2 m³/s, a na ušću 17,9 m³/s. 
U dolini rijeke se nalaze brojni gradovi i sela, najveći gradovi su Sevan, Hrazdan, Čarencavan, Bjni, Arzni, Erevan i Masis. U dolini rijeke živi oko 1.130.000 stanovnika.